# Ondřej Perušič
Ondřej Perušič, né le 26 septembre 1994 à Prague, est un joueur de beach-volley tchèque. Associé à David Schweiner, il est notamment champion du monde 2023.

## Biographie
Avec Ondřej  Beneš, il termine cinquième aux Championnats du monde U21 à Halifax en 2012. Associé à Tomás Vána, il se classe quatrième des Championnats d'Europe U22 à Macedo de Cavaleiros en 2015.
David Schweiner est ensuite le partenaire de Perušič depuis fin 2015. En 2016, les Tchèques ont remporté le tournoi CEV Satellite à Pelhřimov. Aux Championnats d'Europe aux Pays-Bas, la paire Perušič/Schweiner atteignent les huitièmes de finale, où ils sont éliminés par les Russes Semionov/Leshukov. 
Ils participent aux Championnats du monde 2019 à Hambourg avec une 17e place et atteignent les quarts de finales dans plusieurs tournois importants (5 étoiles Gstaad, Championnat d'Europe de Moscou, WT Final Rome). Lors du tournoi 4 étoiles 2019 à Prague, Perušič/Schweiner atteignent la finale.
Lors du tournoi 4 étoiles 2021 à Doha, les Tchèques remportent pour la première fois un tournoi du Circuit mondial FIVB en finale contre les Brésiliens Evandro/Guto. Qualifié pour le tournoi olympique des Jeux olympiques de Tokyo 2020, ils sont classés derniers de leur groupe, sachant qu'il n'ont pas pu jouer leur premier match en raison de la réglementation Covid-19.
Aux Championnats d'Europe 2022, ils remportent la médaille d'argent, battus par les Suédois David Åhman / Jonatan Hellvig. L'année suivante, ils sont sacrés aux championnats du monde de Tlaxcala après avoir battu en quarts les Norvégiens tenant du titre A. Mol et C. Sørum

## Palmarès

### Championnats du Monde de beach-volley
- Champion du Monde en 2023 avec David Schweiner.

### Championnats d'Europe
- Médaille d'argent en 2022 à Munich avec David Schweiner